# Шлайфер, Генрик
Генрик Шлайфер (пол. Henryk Szlajfer) (род. 7 ноября 1947, Вроцлав) — польский экономист и политолог, профессор Варшавского университета, бывший посол-руководитель Постоянного представительства Польской республики при ОБСЕ и других международных организациях в Вене (2000—2004), директор департамента стратегии и планирования политики, а впоследствии департамента США и архива Министерства иностранных дел.

## Из жизнеописания
В 1968 году вместе с Адамом Михником был отчислен из Варшавского университета. Это событие стало толчком для начала массовых студенческих протестов. Провел 2 года в тюрьме.
В 1973 году получил степень магистра по теории экономики в Институте экономических наук Варшавского университета.
В 1977 году закончил докторские студии гуманитарных наук в Институте социологии Варшавского университета.
2006 года получил хабилитацию (по политическим наукам) в Институте политических студий академии наук.
Главный редактор квартальника «Sprawy Międzynarodowe» (от 1992 года) и его английской версии «The Polish Quarterly of International Affairs». Член редакции полугодника «Studia Polityczne» (Институт политических исследований ПАН). В 1990-х был в редакционном совете журнала «Journal of Latin American Studies» (Cambridge University Press)

## Избранные публикации
- The Faltering Economy. The Problem of Accumulation under Monopoly Capitalism (соредактор Джон Бы. Фостер), Monthly Review Press, New York 1984
- From the Polish Underground. Selections from «Krytyka», 1978-1993 (соредактор Майкл Бернард), The Pennsylvania State University Press, 1995
- Europa Środkowo-Wschodnia i Ameryka Południowa 1918-1939: szkice o nacjonalizmie ekonomicznym (Redakcja, PWN, Warszawa 1992
- Dezintegracja przestrzeni eurazjatyckiej a bezpieczeństwo Europy Środkowej i Wschodniej, PISM, Warszawa 1993
- Polacy — Żydzi: zderzenie stereotypów: esej dla przyjaciół i innych, Wydawnictwo Naukowe SCHOLAR, Warszawa 2003
- Droga na skróty: nacjonalizm gospodarczy w Ameryce Łacińskiej Europie i Środkowo-Wschodniej w epoce pierwszej globalizacji: kategorie, analiza, kontekst porównawczy, ISP PAN, Warszawa 2005
- Modernizacja zależności: kapitalizm i rozwój w Ameryce Łacińskiej, Ossolineum, Wrocław 1984
- Nineteenth century Latin America: two models of capitalism: the case of Haiti and Paraguay